# Liste der politischen Parteien in Syrien
Viele politische Parteien in Syrien existieren bereits seit der französischen Mandatszeit. Ab 1963 jedoch regierte die Baath-Partei in einem Einparteiensystem: Artikel 8 der Verfassung schreibt vor, dass „die Arabisch-Sozialistische Baath-Partei die Gesellschaft und den Staat leitet“. Seit 1972 wurde es Parteien erlaubt, welche die Führerrolle der Baath-Partei und die arabisch-sozialistische sowie nationalistische Orientierung akzeptieren, als Mitglieder der Nationalen Fortschrittsfront (Einheitsliste) zu agieren.
Die neue Verfassung von 2012 vergibt das Recht, politische Parteien außerhalb der Nationalen Fortschrittsfront zu gründen, bis dato wurden 3 Parteien zugelassen. Gemäß dem neuen Parteiengesetz muss eine zugelassene Partei mindestens 50 Gründungsmitglieder im Alter von 25 und darüber haben, die seit mehr als 10 Jahren syrische Staatsbürger und keine Mitglieder einer anderen Partei sind. Mit der Amtseinführung Ahmed al Scharaas in das Amt des Präsidenten am 29. Januar 2025 wurden alle Parteien die das Regime der Baath-Partei unterstützt hatten verboten.

## Politische Parteien
- Nationale Fortschrittsfront (Regierung):
  - Arabisch-Sozialistische Baath-Partei (regierende Partei)
  - Arabische Sozialistische Bewegung
  - Arabische Sozialistische Union
  - Syrische Kommunistische Partei - Bakdasch (Chalid-Bakdasch-Faktion)
  - Syrische Kommunistische Partei - Vereint (Jusuf Faisal-Faktion)
  - Sozialdemokratische Unionisten
  - Sozialistische Unionisten
  - Demokratisch-Sozialistische Unionistenpartei
  - Arabisch-Demokratische Unionistenpartei
  - Bewegung Nationaler Pakt

- Volksfront für Wandel und Freiheit (Opposition):
  - Syrische Soziale Nationalistische Partei
  - Partei des Volkswillens

- Andere zugelassene Parteien sind:[3]
  - Nationaldemokratische Solidaritätspartei (al Tadamon)
  - Syrische Demokratische Partei (al Tadamon)
  - Nationale Entwicklungspartei
  - al-Ansar-Partei
  - Demokratische Taliyeh-Partei (al Talia'a)
  - Nationale Jugend für Gerechtigkeit und Entwicklung (al Schabab)
  - Syrische Nationale Jugendpartei (al Schabab)
  - Syrische Reform- und Gerechtigkeitspartei
  - Syrien Heimat (Surija al-Watan)

- Nicht zugelassene Parteien sind unter anderem:
  - Muslimbruderschaft
  - Demokratische Partei Kurdistan-Syrien
  - Kommunistische Aktionspartei
  - Assyrische Demokratische Organisation
  - Nationale Erlösungsfront

- Historische Parteien:
  - Nationaler Block
  - Syrisch-Libanesische Kommunistische Partei
  - Volkspartei
  - Syrische Kommunistische Partei